# Atomosia nuda
Atomosia nuda är en tvåvingeart som beskrevs av Hermann 1912. Atomosia nuda ingår i släktet Atomosia och familjen rovflugor. Inga underarter finns listade i Catalogue of Life.